# Real Academia de Ciencias de Ultramar
La Real Academia de Ciencias de Ultramar (RACU) tiene como objeto promover el conocimiento científico en los países de ultramar. Esta promoción se manifiesta por la publicación de obras, la organización de coloquios y la atribución de becas y premios.
Hoy en día comprende más de 300 miembros y consta de tres secciones :
- La Sección de Ciencias humanas
- La Sección de Ciencias naturales y médicas
- La Sección de Ciencias técnicas

La Academia tiene su sede en el 231, avenue Louise en Bruselas.

## Reseña histórica
Fundada en 1928 bajo el nombre de Real Instituto Colonial Belga, rebautizada en 1954 Real Academia de Ciencias Coloniales, la institución tenía entonces como objeto científico el estudio del Congo Belga.
Fue en 1959 cuando la Academia recibió su denominación y sus funciones actuales, ampliando su espectro geográfico hasta África subsahariana, América Latina, Asia y Oceanía.

## Concursos, becas y premios
Cada año la Academia organiza concursos sobre temas relacionados con sus tres secciones. Otorga también cada año becas en el marco del Fondo Floribert Jurion, lo que permite a estudiantes de agronomía o medicina veterinaria realizar un curso en un país de ultramar.
Por fin, la Academia atribuye premios trienales :
- Premio Lucien Cahen de geología (2012).
- Premio de geografía tropical Yola Verhasselt (2013).
- Premio para los estudios portuarios director general Fernand Suykens (2013).
- Premio Jean-Jacques y Berthe Symoens de limnología tropical (2014).